# Disketa

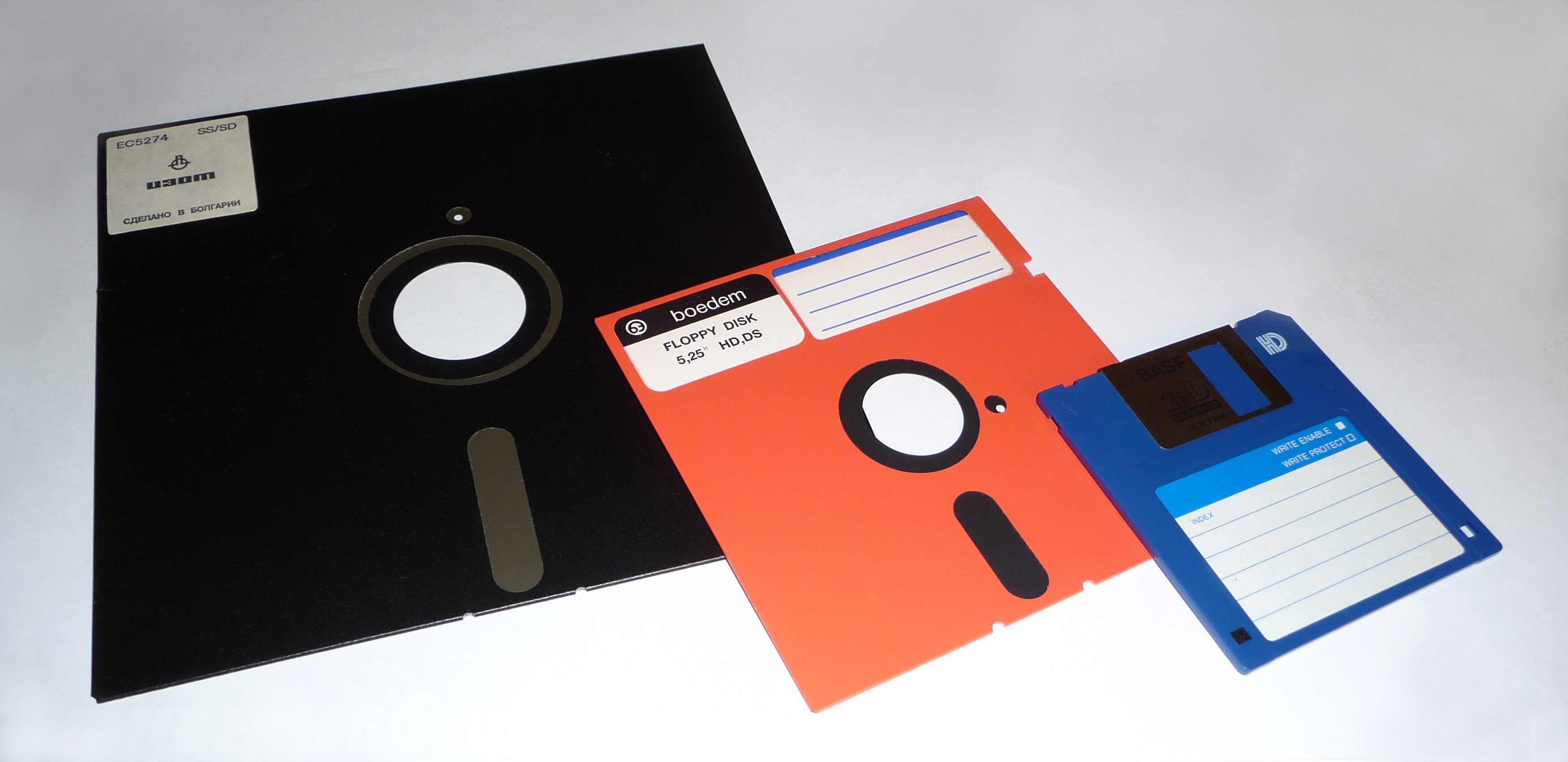
Porovnání velikostí disket 8″, 5¼″, a 3½″

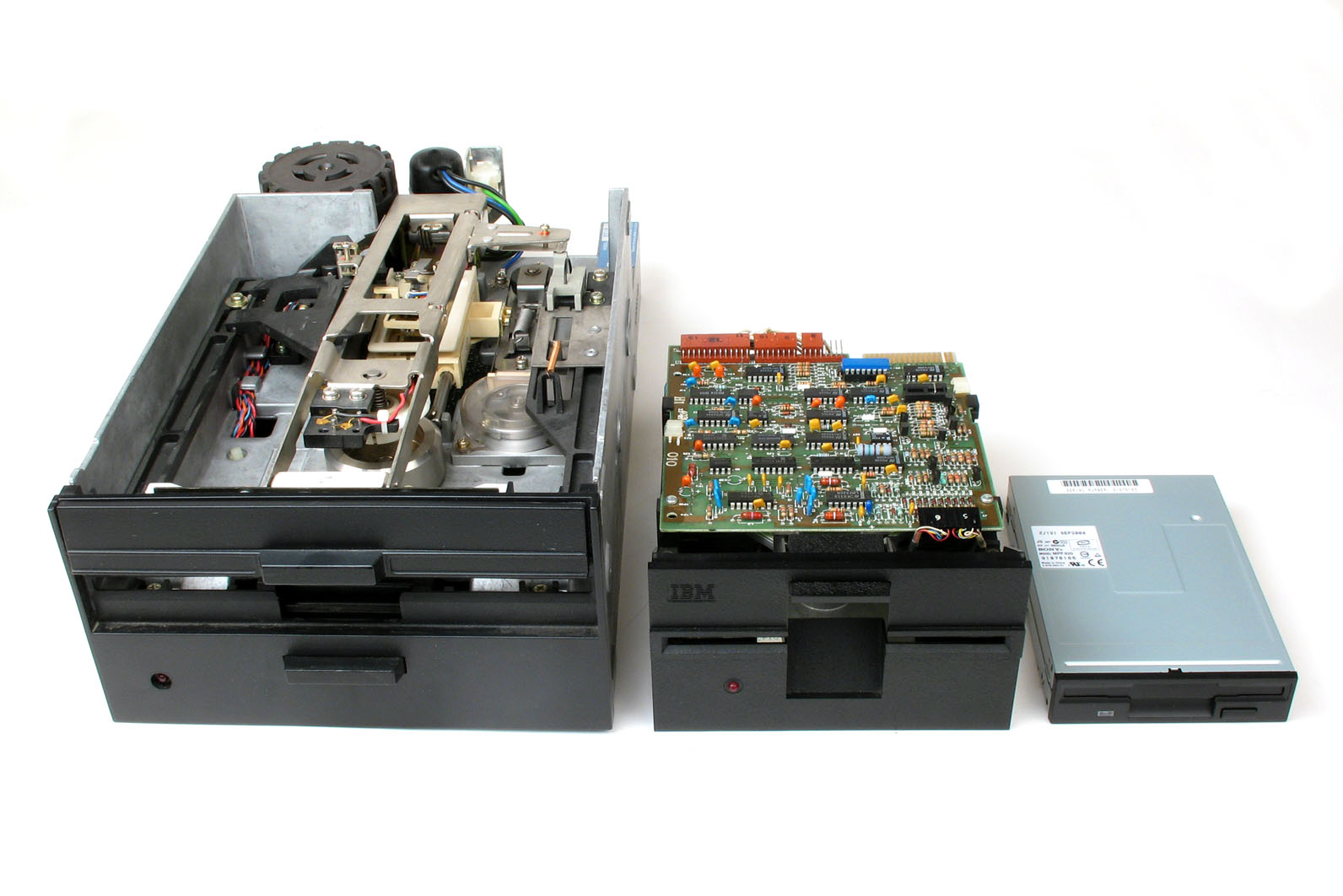
Porovnání 8palcové, 5¼palcové a 3½palcové disketové mechaniky.

Disketa, floppy disk, pružný disk je v informatice označení pro magnetické datové médium sloužící k ukládání a přenášení elektronických dat. Její největší výhodou a důvodem velkého rozšíření byla výrobní cena jak samotných disket, tak i mechanik pro jejich čtení/zápis. Kvůli malé rychlosti, nízké kapacitě a nevelké životnosti byla v prvním desetiletí 21. století vytlačována jinými médii. Diskety byly původně 8″ média (osmipalcová, tj. průměr 200 mm), později se jejich velikost změnila na 5,25″ (133 mm) a 3,5″ (89 mm). V roce 2010 už byl při výrobě počítačových základních desek jen velmi zřídka použit řadič disketové mechaniky. 
Zatímco disketová mechanika má stále určité omezené využití, zejména jako vybavení průmyslových počítačů, diskety byly nahrazeny jinými nosiči či prostředky určenými k ukládání dat, jako jsou například USB disky, přenosné externí harddisky, optické disky, paměťové karty a počítačové sítě, jejichž kapacita je výrazně vyšší.
V angličtině ale také i v odborném jazyce (v terminologii), se užívá označení floppy disk, což je doslova ohebný či pružný disk. Toto pojmenování vzniklo díky vlastnostem prvních disket, které se daly do jisté míry ohnout, aniž by ztratily své záznamové vlastnosti. Proto opakem diskety je právě pevný disk, klasické úložiště dat v osobním počítači.

## Historický vývoj

Pohled do pouzdra 3,5″ diskety:
1 – vpravo otvor pro detekci HD, vlevo přepínač ochrany proti zápisu (průhledný otvor znamená zákaz zápisu), 2 – upínací část, 3 – krytka čtecího otvoru, 4 – plastový kryt, 5 – papírová vložka, 6 – magnetický nosič, 7 – sektor na disku (rozdělení není okem viditelné, nakresleno je jen pro názornost).

První diskety byly vyrobeny firmou IBM na konci šedesátých let a měly průměr 8". Termín floppy disk (disketa) se poprvé objevil v roce 1970 a ačkoli IBM označila diskety, které představila v roce 1973 jako Type 1 Diskette, ujalo se a dosud se používá i označení floppy disk či pouze floppy.
- 1971 – 8″ (203,2 mm) – kapacita nejprve 160 kiB, později až 1,1 MiB
- 1976 – 5,25″ (133,3 mm) – kapacita nejprve 160 kiB u jednostranných, později až 1,2 MiB – používány u osobních počítačů od roku 1981, po roce 1995 postupně výroba ukončena
- 1984 – 3,5″ (88,9 mm) – používány donedávna, kapacita původně 400/800 kiB, nyní nejčastěji 1,44 MiB a maximálně až 2,88 MiB. Výrobu těchto disket se nepodařilo zajistit v požadované kvalitě s výtěžností, která by umožnila konkurenceschopné ceny.

Objevily se i málo obvyklé průměry 3″ (u Amstrad/Schneider) i menší.

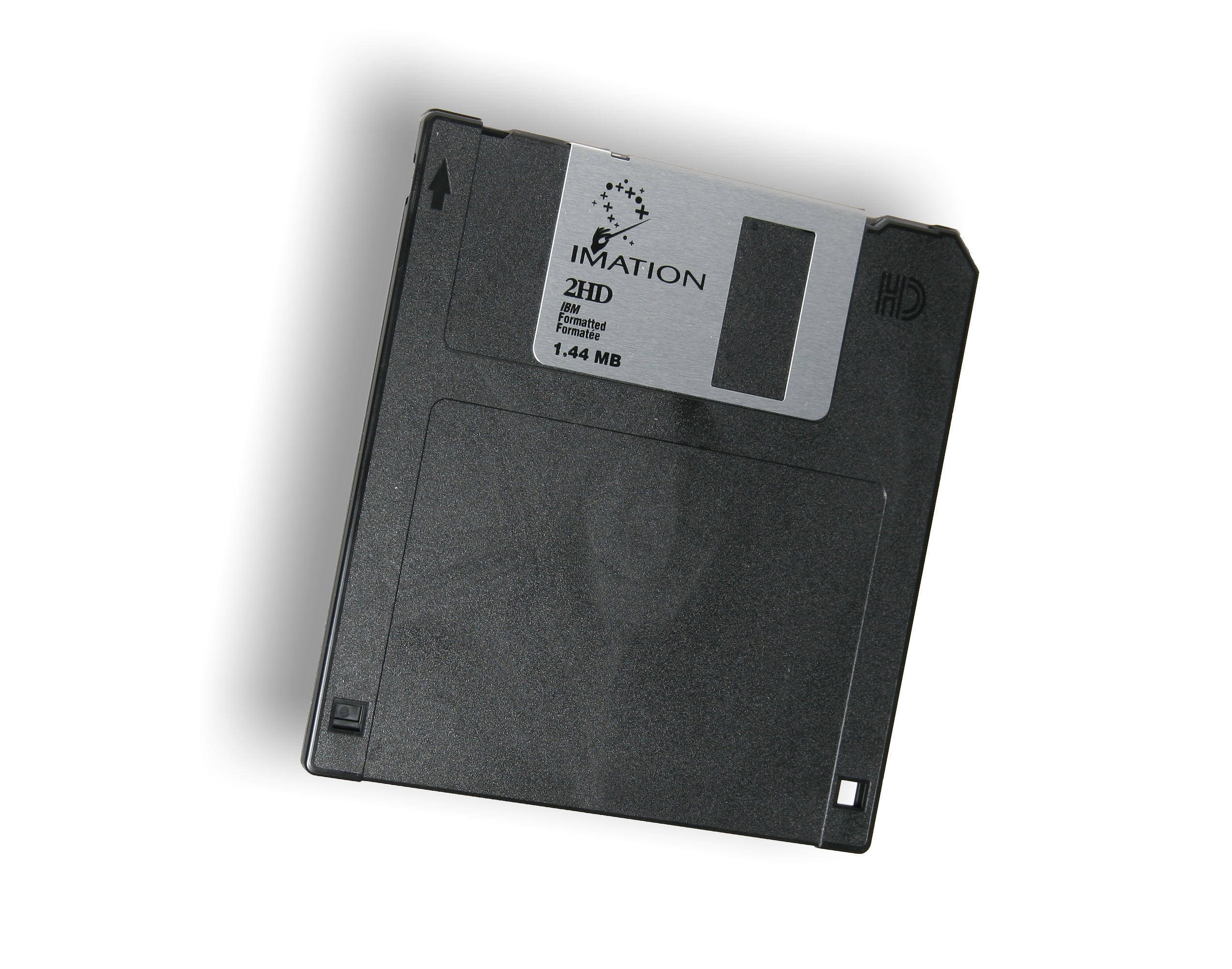
Rozměr 89mm (3,5″) diskety.
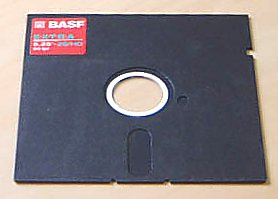
Rozměr 133mm (5,25″) diskety.
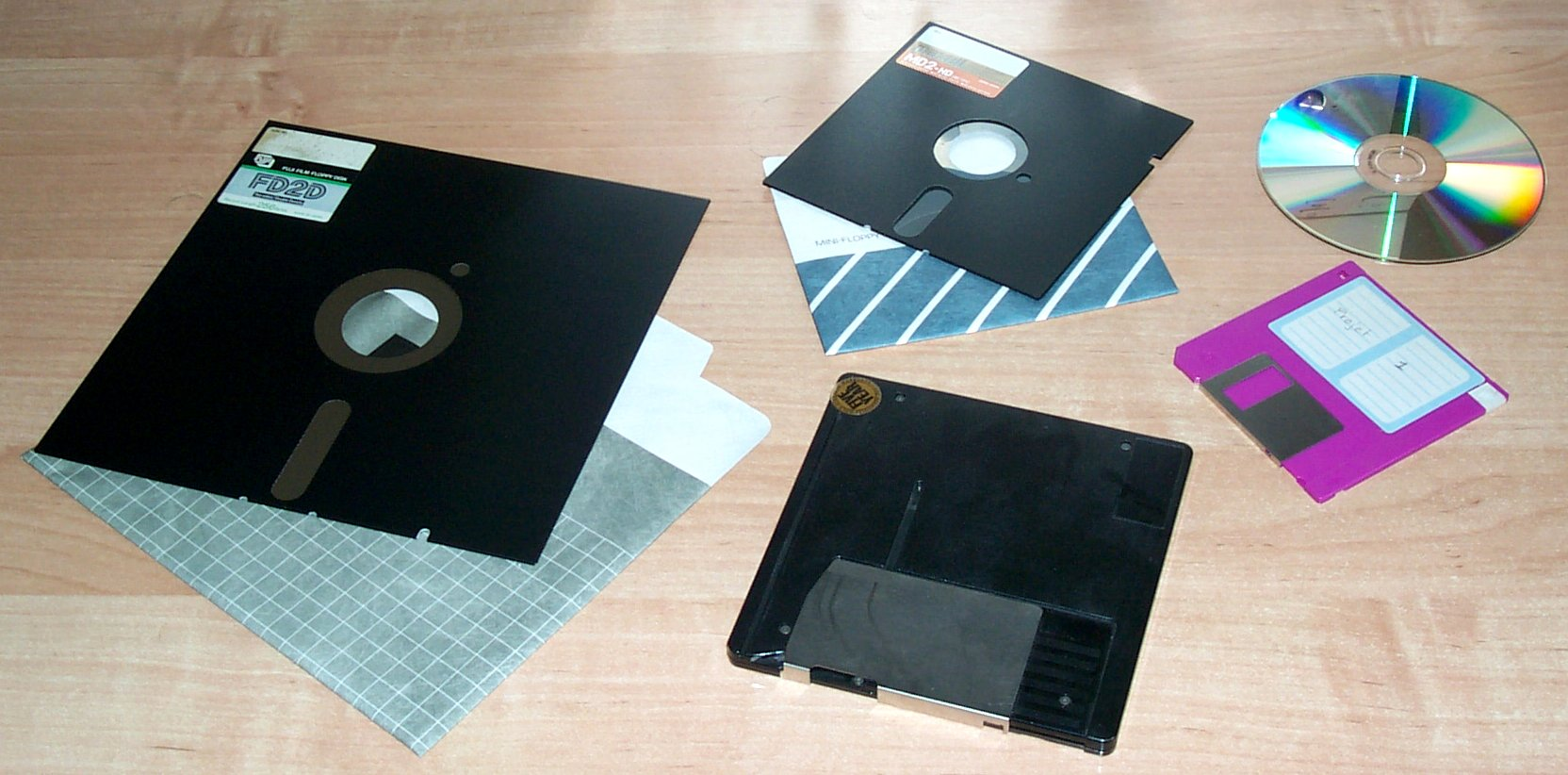
Porovnání velikostí disket 8″, ZIP, 5¼″, 3½″ a CD.

## Široké použití
Diskety se začaly hojně používat v 80. a 90. letech 20. století, a to v osobních počítačích jako médium pro distribuci softwaru, přenos dat a vytvoření zálohy. Než se harddisky staly dostupné pro širší vrstvy, diskety byly často používány pro ukládání operačního systému počítače. Začátkem 90. let se zvětšovala velikost softwaru a to znamenalo, že programy jako Windows nebo Adobe Photoshop zaplnily dvanáct i více disket. V roce 1996 bylo evidováno 5 milionů disket. Poté byly diskety nahrazeny CD-ROM a online distribucí (pro menší programy). Externí USB disky založené na diskové mechanice lze stále koupit, mnoho moderních systémů zajišťuje firmwarovou podporu bootování právě díky disketám.

## Pokles oblíbenosti disket
Od poloviny 90. let 20. století se začaly objevovat i velkokapacitní diskety, které využívaly různé technologie (např. Iomega ZIP). Přijetí těchto disků veřejností bylo problematické, výrobci se sice snažili najít vhodný formát, ale aby mohly být tyto diskety vůbec použity v osobním počítači, bylo nutné koupit velmi drahou mechaniku. Uživatelé se samozřejmě chtěli vyvarovat investice vysokých nákladů do neprověřených a velmi rychle se měnících technologií, což vedlo k tomu, že žádná z technologií se v běžném užívání neprokázala jako spolehlivá a tím pádem ani nezískala pevné místo na trhu. CD umožňující zápis měla větší kapacitu a byla kompatibilní s existující infrastrukturou CD-ROM a nové technologie vyvinuté pro diskety se staly přebytečnými.
Zvýšené požadavky na kapacitu úložných médií, nástup zapisovatelných a přepisovatelných CD, rozvoj sítí, pokrok ve vývoji zařízení založených na flash pamětech a široké přijetí rozhraní USB uživateli vedlo k postupnému vytlačení disket z oblasti ukládání dat. Zvyšující se potřeba sdílet soubory a stoupající obliba multimegapixelové digitální fotografie již vyžadovaly použití větších souborů a těmto požadavkům nemohly 3½palcové diskety vyhovět. Diskety se běžně používaly jako prostředky k přenášení souborů, ale široká dostupnost LAN a rychlé internetové připojení nabídlo jednodušší a rychlejší způsob přenášení takových souborů. Pokud internetové připojení nebylo dostupné nebo sítě nebyly dostačující, bylo možné použít jiné vyměnitelné paměťové jednotky. K ústupu od používání disket také přispělo prudké snížení kvality prodávaných médií ve druhé polovině 90. let.
V roce 1991 Commodore představil CDTV, které mělo místo disketové mechaniky CD-ROM. iMac uvedený na trh společností Apple v roce 1998 měl také CD-ROM a ne disketovou mechaniku. V roce 2002 ještě stále většina výrobců nabízela disketovou mechaniku jako standardní vybavení počítačů. Ovšem potom, co se stalo používání USB flash mechaniky běžným, disketová mechanika přestala být
běžným vybavením počítačů. Podle statistik mělo 29. ledna 2007 disketovou mechaniku zabudovanou pouze 2 % prodaných počítačů.

## Použití disket v21.století

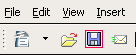
Screenshot z programu LibreOffice – ikona diskety pro ukládání

Diskety jsou používány pro nouzové bootování v zastaralých systémech, které nepodporují jiná bootovatelná média, a pro aktualizace BIOS, protože většina BIOS a firmwarových programů může být stále spouštěna z bootovatelných disket. Pokud aktualizace BIOS selžou, diskety mohou být někdy použity pro obnovu. V hudebním průmyslu a divadelní technice se stále používá vybavení, které vyžaduje použití disket (např. syntetizátory, samplery, ovládací panely světel).[zdroj?]
Více než dvě desetiletí byly diskety primárním externím úložným zařízením umožňujícím zápis. Diskety se během rozšiřování počítačů mezi masy staly symbolem přenosného úložiště a díky tomu se obrázek diskety o velikosti 3½ palců stal metaforou pro ukládání dat. Přestože povědomí o disketách se postupně vytrácí, symbol diskety se stále používá v uživatelském rozhraní jako odkaz na ukládání souborů (například LibreOffice).

## Konstrukce diskety

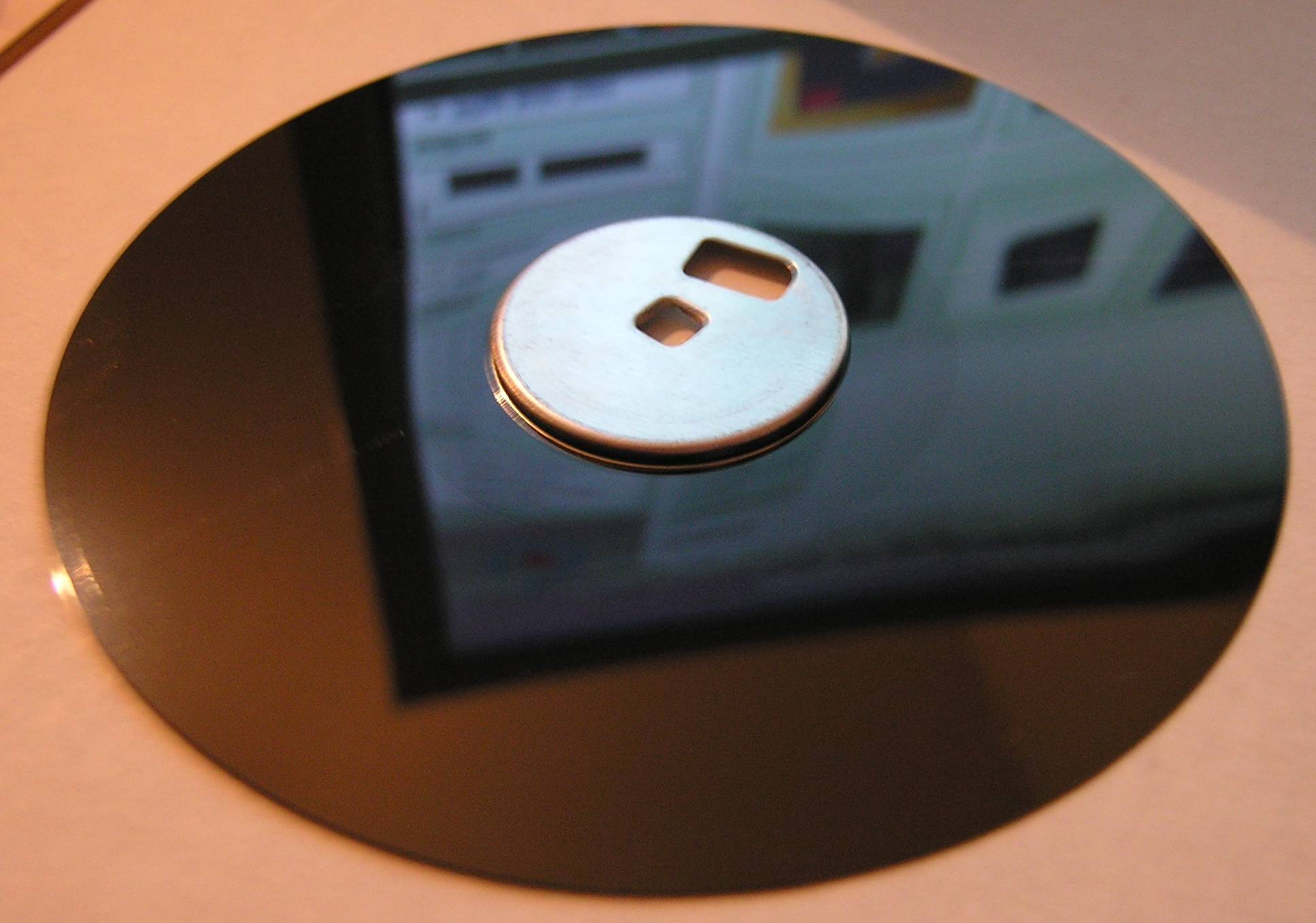
Vymontovaný vnitřní nosič s magnetickou vrstvou z 3½-palcové diskety

| Průměr | Kapacita | Kapacita | Kapacita |
| ------ | -------- | -------- | -------- |
| 8"     | 160 KiB  | 512 KiB  | 1,2 MiB  |
| 5,25"  | 360 KiB  | 720 KiB  | 1,2 MiB  |
| 3,5"   | 720 KiB  | 1,44 MiB | 2,88 MiB |

Disketa se skládá z plastového obalu a vnitřního nosiče s magnetickou vrstvou. Uvnitř plastového obalu je výstelka, která chrání magnetickou vrstvu proti poškrábání. Na nosiči je mechanicky označena poloha prvního sektoru. U starších typů disket to byl vyražený otvor, později byl problém řešen konstrukcí upínací části.
Data jsou na diskety ukládána do tzv. sektorů o velikosti např. 512 bytů které tvoří kruhové stopy. Seznam datových souborů na disketě a jim přiřazených sektorů je v tzv. alokační tabulce. V případě fyzické poruchy sektoru je možno v alokační tabulce označit sektor jako vadný, čímž se poněkud sníží celková kapacita diskety o jeho velikost, ostatní sektory však zůstávají použitelné.
Od poloviny 90. let 20. století se začaly objevovat i velkokapacitní diskety, které využívaly různé technologie. Nejznámější je Iomega ZIP, uvedená koncem roku 1994 s 3,5″ disketami a kapacitou 100 MiB, později i 250 a 750 MiB. Konkurenčním modelem byl LS-120 s 3,5” disketami o kapacitě nejprve 120 MiB a později i 240 MiB. Výhodou tohoto typu byla kompatibilita těchto mechanik s běžnými 1,44MiB disketami, nevýhodou výrazně pomalejší čtení a zápis než u ZIP. Existovaly ale i další, většinou zcela neúspěšné pokusy.
Přestože od roku 2000 obliba disket všeho druhu klesala a díky poklesu cen mechanik i médií CD-R/RW, DVD-R/RW/RAM a následném příchodu flash USB disků v podstatě zanikla, zůstává v roce 2019 v nabídce prodejců stále alespoň jeden druh 3,5″ FDD mechaniky a disket. Přesto přetrvává její obraz, který je hojně používaný v počítačových programech s grafickým uživatelským rozhraním pro ikonu „uložení souboru“.